# Parque Nacional Hakusan
O Parque Nacional Hakusan é um parque nacional japonês, localizado nas prefeituras de Toyama, Ishikawa, Fukui e Gifu. Extendendo-se por 49 900 hectares, foi designado parque nacional em 12 de novembro de 1962.